# Fläckig sandvar
Fläckig sandvar (Citharichthys sordidus) är en fiskart som först beskrevs av Girard, 1854.  Fläckig sandvar ingår i släktet Citharichthys och familjen Paralichthyidae. Inga underarter finns listade i Catalogue of Life.